# Hickory Grove, Wisconsin
Hickory Grove là một thị trấn thuộc quận Grant, tiểu bang Wisconsin, Hoa Kỳ. Năm 2010, dân số của thị trấn này là 453 người.